# 艾站
艾站，是法国的一个铁路车站，位于法国马恩省的艾市镇范围内。

## 位置
艾站位于艾南部，埃佩尔奈－兰斯铁路正线上，省道D201线北侧。车站大致呈东北-西南走向，开口朝西北。
艾站南侧连接埃佩尔奈站，由于埃佩尔奈-兰斯铁路由东侧接入埃佩尔奈站且无其它联络线，因此由兰斯途径此线前往香槟沙隆方向的列车需要在埃佩尔奈站站内换向。

## 车站概况
艾站是一个小型铁路车站，设有人工售票窗口及自动售票机。经过艾站的所有列车均经过兰斯站和埃佩尔奈站。
艾站站内没有地下通道或天桥，前往上行方向站台（埃佩尔奈方向）的乘客需横穿铁路正线，因此该站存在一定的安全隐患。

## 车站历史
艾站最初建于1849年，和埃佩尔奈－兰斯铁路同时投入使用，后经过多次整修。
1988年11月7日，一列"巴黎—卢森堡"列车在经过该站附近时发生脱轨事故，造成9人遇难。

## 停靠线路
以下列车线路在艾站停靠：
| 艾站列车线路表         |      |          |        |              |
| 线路                   | 车种 | 上一站   | 下一站 | 大致运行频率 |
| 香槟沙隆/埃佩尔奈—兰斯 | TER  | 埃佩尔奈 | 阿维奈 | 每天4趟左右  |
| 1.                     |      |          |        |              |

## 配套交通

### 城际客运
艾站对应的大巴车上下车地点位于车站门口。当某条铁路线施工或罢工时，SNCF会提供途径该线路沿途站点的大巴车。

### 市内交通
艾站附近没有任何城市公交线路。

## 临近车站
| 艾站（Gare d'Ay）              |                    |          |
| 上行车站                       | 线路               | 下行车站 |
| 埃佩尔奈站                     | 埃佩尔奈－兰斯铁路 | 阿维奈站 |
| - 本表仅显示运营中的线路及车站 |                    |          |